# Друган
Друган е село в Западна България. Намира се в община Радомир, област Перник.

## География
Село Друган е разположено в Радомирска котловина и на главен път Радомир – Дупница край река Радиковица в подножието на планината Голо бърдо, хълмовете Огоя и Света Петка. Разпръснато е на махали - Чакърова, Джамалица, Грамаге, Опалово и Блатото. Традиционно, към Друган се причисляват и днешните села Владимир и Старо село, които в миналото също са били махали на Друган.
Надморската му височина е 650 метра. На около десетина километра южно от него тече р. Арката, която е ляв приток на Струма и минава почти непосредствено до северните склонове на Конявската планина. Днес с. Друган има около 350 постоянни жители, а през лятото надхвърля 1000 друганци. Обработваемите земи са около 9000 декара. Отглежда се пшеница, ечемик, слънчоглед и картофи.

## История
Смята се, че Друган възниква на мястото, където днес е разположено Старо село, което  до декември 1955 година е част от Друган.
В местностите Средореко и Градище са открити праисторически селища. В късната Античност в Градище е построена крепост с площ 10 декара.
Според някои версии през Средновековието в Друган се заселват печенези. Според други името на селото е от кумански произход.
След Освобождението на България част от жителите на махалите, разположени в южните поли на Голо бърдо, се заселват в махалата Опалово, в близост до шосето Радомир - Дупница.
На 27 юни 1944 година комунистически партизани от Радомирския партизански отряд нападат махалите Опалово, Владимир и Старо село. Залавят седем местни жители и ги убиват, изгарят архива на общината в Опалово и разрушават мандрата. Румен Ваташки пише, че шумкарите открадват 13 пушки и 100 000 лева. След деветосептемврийския преврат са избити други жители на Друган.
| Убити друганчани от комунистически партизани през 1944 г. | Убити друганчани от комунистически партизани през 1944 г. | Убити друганчани от комунистически партизани през 1944 г.                                                        | Убити друганчани от комунистически партизани през 1944 г. | Убити друганчани от комунистически партизани през 1944 г.                                         | Убити друганчани от комунистически партизани през 1944 г. | Убити друганчани от комунистически партизани през 1944 г.           | Убити друганчани от комунистически партизани през 1944 г. |
| Номер                                                     | Имена                                                     | Занятие / обществена активност                                                                                   | Дата и място на раждане                                   | Залавяне / Арестуване                                                                             | Дата на убийството                                        | Убит от                                                             | Забележка |
| --------------------------------------------------------- | --------------------------------------------------------- | --- | --------------------------------------------------------- | ------------------------------------------------------------------------------------------------- | --------------------------------------------------------- | ------------------------------------------------------------------- | --- |
| 1.                                                        | Симеон Василев Гяурски                                    | Бивш полицай, запасен фелдфебел, председател на клона на Обществото на кавалерите на ордена за храброст в Друган | Проваленица, махала Егреците                              | Заловен от Райко Гебрев и Стършела при нападението на 27 юни 1944 г., в кръчмата на Игнат Чакъров | 27 юни 1944 г.                                            | Предполага се, че е застрелян от Райко Гебрев                       | |
| 2.                                                        | Стоил Рангелов Димитров                                   | Секретар-бирник                                                                                                  | 1912 г., Блатешница                                       |                                                                                                   | 27 юни 1944 г.                                            | Предполага се, че е убит от партизанина Георги Стоилов от Кондофрей | След убийството на родителите му е отпусната пенсия |
| 3.                                                        | Ангелов                                                   | Управител на мандарата в Опалово                                                                                 |                                                           |                                                                                                   | 27 юни 1944 г.                                            |                                                                     | |
| 4.                                                        | Христо Миленов Тренчов                                    | Общински стражар                                                                                                 | 17 септември 1895 г., Блатешница                          |                                                                                                   | 27 юни 1944 г.                                            | Смята се, че е убит с нож от партизанката Нада Коева                | Бивш ремсист, баща на девет деца. Партизаните открадват ботушите и униформата му. След убийството на съпругата му е отпусната пенсия.                                                          |
| 5.                                                        | Рашко Василев                                             | Председател на реквизиционната комисия                                                                           |                                                           |                                                                                                   | 27 юни 1944 г.                                            |                                                                     | |
| 6.                                                        | Спас Николов Шаранков                                     | Кметски наместник във Владимир, бивш полицай                                                                     | 1904 г., Друган, махала Владимир                          |                                                                                                   | 27 юни 1944 г.                                            |                                                                     | Застрелян в къщата си заедно с баща си, Никола. В края на 30-те години на ХХ век, когато работи като полицай в София, укрива комуниста Евлоги Агайн. След убийството дрехите му са откраднати. |
| 7.                                                        | Никола Шаранков                                           | Земеделец | Около 1890 г., Друган                                     |                                                                                                   | 27 юни 1944 г.                                            |                                                                     | Застрелян в къщата си заедно със сина си, Никола. След убийството дрехите му са откраднати. |
| 8.                                                        | Ранко В. Агайн                                            | Земеделец |                                                           |                                                                                                   | Края на август или началото на септември 1944 г.          |                                                                     | Убит в леглото си, в присъствието на съпругата си. Има подозрения, че е сътрудник на полицията. Носител на орден за храброст. Синът му Симеон, е член на РМС.                                  |
| 9.                                                        | Славко Захаринов                                          | Кметски наместник в Старо село                                                                                   | 1896 г., Друган                                           |                                                                                                   | 1 септември 1944 г.                                       | Нада Коева                                                          | Застрелян в гръб в къщата си, пред очите на сина си, след като е нагостил партизаните. |
| 10.                                                       | Иван Стайков Доколенков                                   | Финансов пристав                                                                                                 | 2 март 1907 г.                                            | Арестуван след 9 септември 1944 г.                                                                | Убит след 9 септември 1944 г.                             |                                                                     | През ноември 1944 г. е арестуван и брат му Кирил. При арестуването е с черна коса, 20 дни по-късно, при освобождаването му, косата му е побеляла.                                              |
| 11.                                                       | Станимир Пухарев                                          | Кръчмар във Владимир                                                                                             | 1900 г., Друган                                           |                                                                                                   | Средата на октомври 1944 г.                               |                                                                     | Убит заедно с Вангелин Агайн и Параскева Герчева. Твръдяло се, че бил черпил след убийството на партизанина Евлоги Агайн.                                                                      |
| 12.                                                       | Вангелин Агайн                                            | Земеделец | Друган                                                    |                                                                                                   | Средата на октомври 1944 г.                               |                                                                     | Убит заедно със Станимир Пухарев и Параскева Герчева. Смятало се, че е сътрудничил на полицията.                                                                                               |
| 13.                                                       | Параскева Игнатова Герчева                                | | 1902 г., Друган, махала Старо село                        | Арестувана от група партизани на 18 октомври 1944 г.                                              | Средата на октомври 1944 г.                               |                                                                     | Труповете на Параскева Герчева, Станимир Пухарев и Вангелин Агайн са открити в местността Търниче. Смята се, че преди да бъде убита е била изнасилена, а мотивите за убийството са лични.      |
| 14.                                                       | Васил Дзулев                                              | Кмет на Друган през 1925 г., полицейски пристав в Радомир                                                        |                                                           | Арестуван на 10 септември 1944 г.                                                                 |                                                           | Смята се, че е убит от Райко Гебрев.                                | Убит с кирка, след което трупът му е захвърлен и разкъсан от кучета. |
| 15.                                                       | Иван Попстоилов Джелепов (Попов)                          | Комисар по продоволствията в Друганска селска община                                                             | около 1910 г., Друган                                     | Изчезва непосредствено след 9 септември 1944 г.                                                   |                                                           | Партизанин от Друган.                                               | |
| 16.                                                       | Георги Илиев Радомирски                                   | Адвокат |                                                           | Арестуван в края на октомври в Радомир, на път за София                                           |                                                           |                                                                     | Смята се, че за убийството му има лични мотиви. По-късно дъщеря му вижда позлатения му джобен часовник у партизанин от Друган.                                                                 |

През март 1945 година в Кондофрей е заловен Христо Захаринов от Друган, бивш  полицай, участвал в прогонването на партизаните  при нападението им в махалата Старо село на 27 юни 1944 г. Осъден е на смърт от т. нар. Народен съд.
С указ от 13 декември 1955 година Старо село и Владимир са признати от махали за отделни села. Смята се, че причина за това разделяне е влиянието, което оказват партизани от Владимир.

## Културни и природни забележителности
В центъра на селото срещу площада и читалището се намира парк, в началото на който е паметникът на загиналите друганци: антифашисти, партизани и в Отечествената война (1941 – 1944). На западната страна на площада е сградата на кметството, построено през 1985 г. В центъра се намират още поща, новата църква и сградата на закритото през 2008 г. училище.
На север от селото се намира местността „Градище“ и резервата „Острица“, който е под закрилата на ЮНЕСКО. Параклисът „Св. св. Козма и Дамян“ е също е атрактивна местна забележителност.

### Читалище
Народно Читалище „Благой Гебрев“ (старо име „Просвета“) е основано през 1905 г. Читалището пази около 12 000 тома литература, разполага с кино салон за 300 души. Освен това към него има и малък салон, две стаи и гримьорна. Читалището развива самодейност – Има само фолклорна женска група от около 10 – 15 възрастни жени. Има интернет зала. Правят се местни изложби. Сурвакарската група е около 120 души, но през 2014 г. взе решение за напускане на читалището и се помещава като самостоятелна група в сградата на закритото училище.
Фолклорна група за сурвакарски и маскарадни игри
Силна е традицията и в Сурвакарските игри. Всяка година на 13 януари вечерта сурвакарите запалват огън на площада и играят и звънят около него. На следващия ден 14 януари, от рано призори започват да обхождат цялото село от най-горната махала до последната къща в най-долната махала като водят със себе си „Сурвакарската булка“ за здраве и берекет през годината. Във всяка къща влизат и играят, а стопаните даруват булката и сурвакарите с плодове, месо, ракия и пари.
Групата започва по-организирана дейност през 2006 г., като са направени много нови маски и ликове, а старите са поправени. Групата наброява около 110 – 125 души. Закупени са и много нови звънци и реквизит. Представя автентичния обичай „Сурвакарска сватба в Друган“.

## Вероизповедание
Традиционната религия е източноправославната. Около селото има малки параклиси: „Св. св. Козма и Дамян“ (Голо Бърдо) и „Свети Димитър“ (Огоя). В центъра на селото е църковния двор с църква „Света Троица“, на които основите са положени по време на османска власт. До него е изграден нов голям храм започнат около 1920 година., построен с дарения и труд на жителите на селото и помощта на Дирекция Вероизповедания към Министерски съвет на Република България .
В селото се отбелязват всички християнски празници. Традиция е отбелязването на деня на селото през май, курбаните на параклиса „Света Троица“ (юни), на параклиса „Св. св. Козма и Дамян“ (ноември) и на параклиса „Свети Димитър“ (октомври).

## Спорт
Селото има и свой футболен отбор – „Ботев“ Друган. Основан е през 1940 г. През своята 75-годишна история, играе без прекъсване в регионалната Пернишка футболна група.

## Личности

### Родени в Друган
- Александър Ботев (1880 – 1947), политик, председател на Народното събрание
- Кръстьо Чакъров, футболист, футболен деятел и треньор. Шампион на България е през 1968 г. и носител на купата през 1967 г.
- Надежда Михайлова, българска олимпийска участничка в състезанията по ски бягане на зимните олимпийски игри в Инсбрук през 1964 г.
- Румен Ваташки е български историк и публицист. Автор е на 10 книги
- Добрен Ботев Тупачки род. 1935 г. и е изтъкнат български учен, член кореспондент на БАН, ръкводил дълги години секция БИОТЕХНОЛГИИ в ЦНИИРД, автор и съавторна десетки изобретения и рационализации в областта на селското стопанство. Съветник в президентството и общината. Председател ОЗКС – Перник.

### Свързани с Друган
- Валери Жаблянов е български политик от БСП, с произход от Друган

## Други
На Друган е наречена улица в квартал „Факултета“ в София (Карта).